# Yakpabo-Sakassou
 Yakpabo-Sakassou è una città e sottoprefettura della Costa d'Avorio appartenente al dipartimento di Tiébissou. Conta una popolazione di 12 220 abitanti (censimento 2014).